# Уније (Мали Лошињ)
Уније су насељено место у саставу града Малог Лошиња у Приморско-горанској жупанији, Република Хрватска.

## Географија
Уније се налазе на истоименом острву Уније.

## Историја
До територијалне реорганизације у Хрватској насеље се налазило у саставу старе општине Црес-Лошињ.

## Становништво
На попису становништва 2011. године, Уније су имале 88 становника.